# Ferrari 156 F1
O 156 F1 é o modelo da Ferrari das temporadas de 1961 a 1963. Foi guiado por Phil Hill, Wolfgang Graf Berghe von Trips, Richie Ginther, Willy Mairesse, Giancarlo Baghetti, Ricardo Rodríguez, Lorenzo Bandini, Innes Ireland e Olivier Gendebien.
Com esse modelo, a equipe Ferrari conquistou os titulos de piloto (com Phil Hill) e construtores de 1961.